# Championnat d'Europe de rugby à XV des moins de 18 ans 2022
Navigation
Championnat d'Europe des moins de 18 ans 2021 Championnat d'Europe des moins de 18 ans 2023
Le championnat d'Europe de rugby à XV des moins de 18 ans 2022 réunit 8 nations.
L'édition 2022 se déroule à Tbilissi et Roustavi, en Géorgie. La compétition se déroule du dimanche 2 octobre au dimanche 9 octobre 2022.

## Présentation

### Équipes en compétition
| Groupe Elite |
| ------------ |
| Allemagne    |
| Belgique     |
| Espagne      |
| Géorgie      |
| Pays-Bas     |
| Roumanie     |
| Portugal     |
| Tchéquie     |

### Format
Les 8 équipes participent à un quart de finale. La suite de la compétition se fait par élimination directe à chaque tour. Des matchs de classement ont également lieux.

## Phase finale

### Tableau principal
|  | Quarts de finale                                                     | Quarts de finale                                                     |                                                            |                                                            | Demi-finales                                                       | Demi-finales                                                       |    |  | Finale                                                             | Finale                                                             |
|  | Quarts de finale                                                     | Quarts de finale                                                     |                                                            |                                                            | Demi-finales                                                       | Demi-finales                                                       |    |  | Finale                                                             | Finale                                                             |
|  |                                                                      |                                                                      |                                                            |                                                            |                                                                    |                                                                    |    |  |                                                                    |                                                                    |
|  | le 3 octobre 2022 à 11h00 au Stade de rugby de Nutsubidze (Tbilissi) | le 3 octobre 2022 à 11h00 au Stade de rugby de Nutsubidze (Tbilissi) |                                                            |                                                            | le 5 octobre 2022 à 14h25 au Stade de rugby de Roustavi (Roustavi) | le 5 octobre 2022 à 14h25 au Stade de rugby de Roustavi (Roustavi) |    |  | le 9 octobre 2022 à 16h25 au Stade de rugby de Roustavi (Roustavi) | le 9 octobre 2022 à 16h25 au Stade de rugby de Roustavi (Roustavi) |
|  | le 3 octobre 2022 à 11h00 au Stade de rugby de Nutsubidze (Tbilissi) | le 3 octobre 2022 à 11h00 au Stade de rugby de Nutsubidze (Tbilissi) |                                                            |                                                            | le 5 octobre 2022 à 14h25 au Stade de rugby de Roustavi (Roustavi) | le 5 octobre 2022 à 14h25 au Stade de rugby de Roustavi (Roustavi) |    |  | le 9 octobre 2022 à 16h25 au Stade de rugby de Roustavi (Roustavi) | le 9 octobre 2022 à 16h25 au Stade de rugby de Roustavi (Roustavi) |
|  | Portugal                                                             | 52                                                                   |                                                            |                                                            | le 5 octobre 2022 à 14h25 au Stade de rugby de Roustavi (Roustavi) | le 5 octobre 2022 à 14h25 au Stade de rugby de Roustavi (Roustavi) |    |  | le 9 octobre 2022 à 16h25 au Stade de rugby de Roustavi (Roustavi) | le 9 octobre 2022 à 16h25 au Stade de rugby de Roustavi (Roustavi) |
|  | Portugal                                                             | 52                                                                   |                                                            |                                                            | le 5 octobre 2022 à 14h25 au Stade de rugby de Roustavi (Roustavi) | le 5 octobre 2022 à 14h25 au Stade de rugby de Roustavi (Roustavi) |    |  | le 9 octobre 2022 à 16h25 au Stade de rugby de Roustavi (Roustavi) | le 9 octobre 2022 à 16h25 au Stade de rugby de Roustavi (Roustavi) |
|  | Allemagne                                                            | 3                                                                    |                                                            |                                                            | le 5 octobre 2022 à 14h25 au Stade de rugby de Roustavi (Roustavi) | le 5 octobre 2022 à 14h25 au Stade de rugby de Roustavi (Roustavi) |    |  | le 9 octobre 2022 à 16h25 au Stade de rugby de Roustavi (Roustavi) | le 9 octobre 2022 à 16h25 au Stade de rugby de Roustavi (Roustavi) |
|  | Allemagne                                                            | 3                                                                    | Portugal                                                   | 21                                                         |                                                                    |                                                                    |    |  | le 9 octobre 2022 à 16h25 au Stade de rugby de Roustavi (Roustavi) | le 9 octobre 2022 à 16h25 au Stade de rugby de Roustavi (Roustavi) |
|  | le 3 octobre 2022 à 12h45 au Stade de rugby de Roustavi (Roustavi)   |                                                                      | Portugal                                                   | 21                                                         |                                                                    |                                                                    |    |  | le 9 octobre 2022 à 16h25 au Stade de rugby de Roustavi (Roustavi) | le 9 octobre 2022 à 16h25 au Stade de rugby de Roustavi (Roustavi) |
|  |                                                                      | Espagne                                                              | 21                                                         |                                                            |                                                                    |                                                                    |    |  | le 9 octobre 2022 à 16h25 au Stade de rugby de Roustavi (Roustavi) | le 9 octobre 2022 à 16h25 au Stade de rugby de Roustavi (Roustavi) |
|  | Espagne                                                              | Espagne                                                              | 21                                                         | 102                                                        |                                                                    |                                                                    |    |  | le 9 octobre 2022 à 16h25 au Stade de rugby de Roustavi (Roustavi) | le 9 octobre 2022 à 16h25 au Stade de rugby de Roustavi (Roustavi) |
|  | Espagne                                                              |                                                                      |                                                            | 102                                                        |                                                                    |                                                                    |    |  | le 9 octobre 2022 à 16h25 au Stade de rugby de Roustavi (Roustavi) | le 9 octobre 2022 à 16h25 au Stade de rugby de Roustavi (Roustavi) |
|  | Roumanie                                                             | 0                                                                    |                                                            |                                                            |                                                                    |                                                                    |    |  | le 9 octobre 2022 à 16h25 au Stade de rugby de Roustavi (Roustavi) | le 9 octobre 2022 à 16h25 au Stade de rugby de Roustavi (Roustavi) |
|  | Roumanie                                                             | 0                                                                    | Portugal                                                   | 10                                                         |                                                                    |                                                                    |    |  |                                                                    |                                                                    |
|  | le 3 octobre 2022 à 14h30 au Stade de rugby de Roustavi (Roustavi)   |                                                                      | Portugal                                                   | 10                                                         |                                                                    |                                                                    |    |  |                                                                    |                                                                    |
|  |                                                                      | Géorgie                                                              | 34                                                         |                                                            |                                                                    |                                                                    |    |  |                                                                    |                                                                    |
|  | Belgique                                                             | Géorgie                                                              | 34                                                         | 23                                                         |                                                                    |                                                                    |    |  |                                                                    |                                                                    |
|  | Belgique                                                             | le 5 octobre 2022 à 16h15 au Stade de rugby de Nutsubidze (Tbilissi) |                                                            | 23                                                         |                                                                    |                                                                    |    |  |                                                                    |                                                                    |
|  | Pays-Bas                                                             | 13                                                                   |                                                            |                                                            |                                                                    |                                                                    |    |  |                                                                    |                                                                    |
|  | Pays-Bas                                                             | 13                                                                   | Belgique                                                   | 0                                                          |                                                                    |                                                                    |    |  |                                                                    |                                                                    |
|  | le 3 octobre 2022 à 16h15 au Stade de rugby de Roustavi (Roustavi)   | le 3 octobre 2022 à 16h15 au Stade de rugby de Roustavi (Roustavi)   | Belgique                                                   | 0                                                          | Match pour la 3e place                                             | Match pour la 3e place                                             |    |  |                                                                    |                                                                    |
|  | le 3 octobre 2022 à 16h15 au Stade de rugby de Roustavi (Roustavi)   | le 3 octobre 2022 à 16h15 au Stade de rugby de Roustavi (Roustavi)   |                                                            | Géorgie                                                    | Match pour la 3e place                                             | Match pour la 3e place                                             | 86 |  |                                                                    |                                                                    |
|  | Géorgie                                                              | 76                                                                   | le 9 octobre 2022 au Stade de rugby de Roustavi (Roustavi) | le 9 octobre 2022 au Stade de rugby de Roustavi (Roustavi) |                                                                    |                                                                    | 86 |  |                                                                    |                                                                    |
|  | Géorgie                                                              | 76                                                                   | le 9 octobre 2022 au Stade de rugby de Roustavi (Roustavi) | le 9 octobre 2022 au Stade de rugby de Roustavi (Roustavi) |                                                                    |                                                                    |    |  |                                                                    |                                                                    |
|  | Tchéquie                                                             | 0                                                                    |                                                            | Espagne                                                    | 40                                                                 |                                                                    |    |  |                                                                    |                                                                    |
|  | Tchéquie                                                             | 0                                                                    |                                                            | Espagne                                                    | 40                                                                 |                                                                    |    |  |                                                                    |                                                                    |
|  |                                                                      |                                                                      |                                                            |                                                            |                                                                    |                                                                    |    |  | Belgique                                                           | 6                                                                  |
|  |                                                                      |                                                                      |                                                            |                                                            |                                                                    |                                                                    |    |  | Belgique                                                           | 6                                                                  |

#### Matchs de classement
|  | Demi-finales de classement                                           | Demi-finales de classement                                         |                        |    | Match pour la 5e place                                               | Match pour la 5e place                                               |
|  | Demi-finales de classement                                           | Demi-finales de classement                                         |                        |    | Match pour la 5e place                                               | Match pour la 5e place                                               |
|  |                                                                      |                                                                    |                        |    |                                                                      |                                                                      |
|  | le 5 octobre 2022 à 11h00 au Stade de rugby de Roustavi (Roustavi)   | le 5 octobre 2022 à 11h00 au Stade de rugby de Roustavi (Roustavi) |                        |    | le 9 octobre 2022 à 12h45 au Stade de rugby de Nutsubidze (Tbilissi) | le 9 octobre 2022 à 12h45 au Stade de rugby de Nutsubidze (Tbilissi) |
|  | le 5 octobre 2022 à 11h00 au Stade de rugby de Roustavi (Roustavi)   | le 5 octobre 2022 à 11h00 au Stade de rugby de Roustavi (Roustavi) |                        |    | le 9 octobre 2022 à 12h45 au Stade de rugby de Nutsubidze (Tbilissi) | le 9 octobre 2022 à 12h45 au Stade de rugby de Nutsubidze (Tbilissi) |
|  | Allemagne                                                            | 27                                                                 |                        |    | le 9 octobre 2022 à 12h45 au Stade de rugby de Nutsubidze (Tbilissi) | le 9 octobre 2022 à 12h45 au Stade de rugby de Nutsubidze (Tbilissi) |
|  | Allemagne                                                            | 27                                                                 |                        |    | le 9 octobre 2022 à 12h45 au Stade de rugby de Nutsubidze (Tbilissi) | le 9 octobre 2022 à 12h45 au Stade de rugby de Nutsubidze (Tbilissi) |
|  | Roumanie                                                             | 17                                                                 |                        |    | le 9 octobre 2022 à 12h45 au Stade de rugby de Nutsubidze (Tbilissi) | le 9 octobre 2022 à 12h45 au Stade de rugby de Nutsubidze (Tbilissi) |
|  | Roumanie                                                             | 17                                                                 | Allemagne              | 8  |                                                                      |                                                                      |
|  | le 5 octobre 2022 à 12h40 au Stade de rugby de Nutsubidze (Tbilissi) |                                                                    | Allemagne              | 8  |                                                                      |                                                                      |
|  |                                                                      | Pays-Bas                                                           | 22                     |    |                                                                      |                                                                      |
|  | Pays-Bas                                                             | Pays-Bas                                                           | 22                     | 27 |                                                                      |                                                                      |
|  | Pays-Bas                                                             |                                                                    |                        | 27 |                                                                      |                                                                      |
|  | Tchéquie                                                             | 5                                                                  |                        |    |                                                                      |                                                                      |
|  | Tchéquie                                                             | 5                                                                  | Match pour la 7e place |    |                                                                      |                                                                      |
|  |                                                                      |                                                                    |                        |    |                                                                      |                                                                      |
|  | le 9 octobre 2022 à 11h00 au Stade de rugby de Nutsubidze (Tbilissi) |                                                                    |                        |    |                                                                      |                                                                      |
|  |                                                                      |                                                                    |                        |    |                                                                      |                                                                      |
|  | Roumanie                                                             | 8                                                                  |                        |    |                                                                      |                                                                      |
|  | Roumanie                                                             | 8                                                                  |                        |    |                                                                      |                                                                      |
|  | Tchéquie                                                             | 10                                                                 |                        |    |                                                                      |                                                                      |
|  | Tchéquie                                                             | 10                                                                 |                        |    |                                                                      |                                                                      |